# Vila
Vila je samostatně stojící obytná budova pro jednu nebo několik rodin, obvykle s jedním až dvěma nadzemními podlažími, zahradou a případně garáží.[zdroj?] Vystavěna je z cihel nebo z betonu.[zdroj?] Souvislá zástavba vil tvoří vilovou čtvrť.
Jako vila se v češtině zpravidla označuje takový rodinný dům, který má kromě bydlení též funkci společenskou a reprezentační a zajímavější architektonické řešení. Rozdíl mezi vilou a rodinným domem není jednoznačně definován a lze jej určovat spíše citem, přičemž tkví ve velikosti domu a společenském postavení stavebníka.

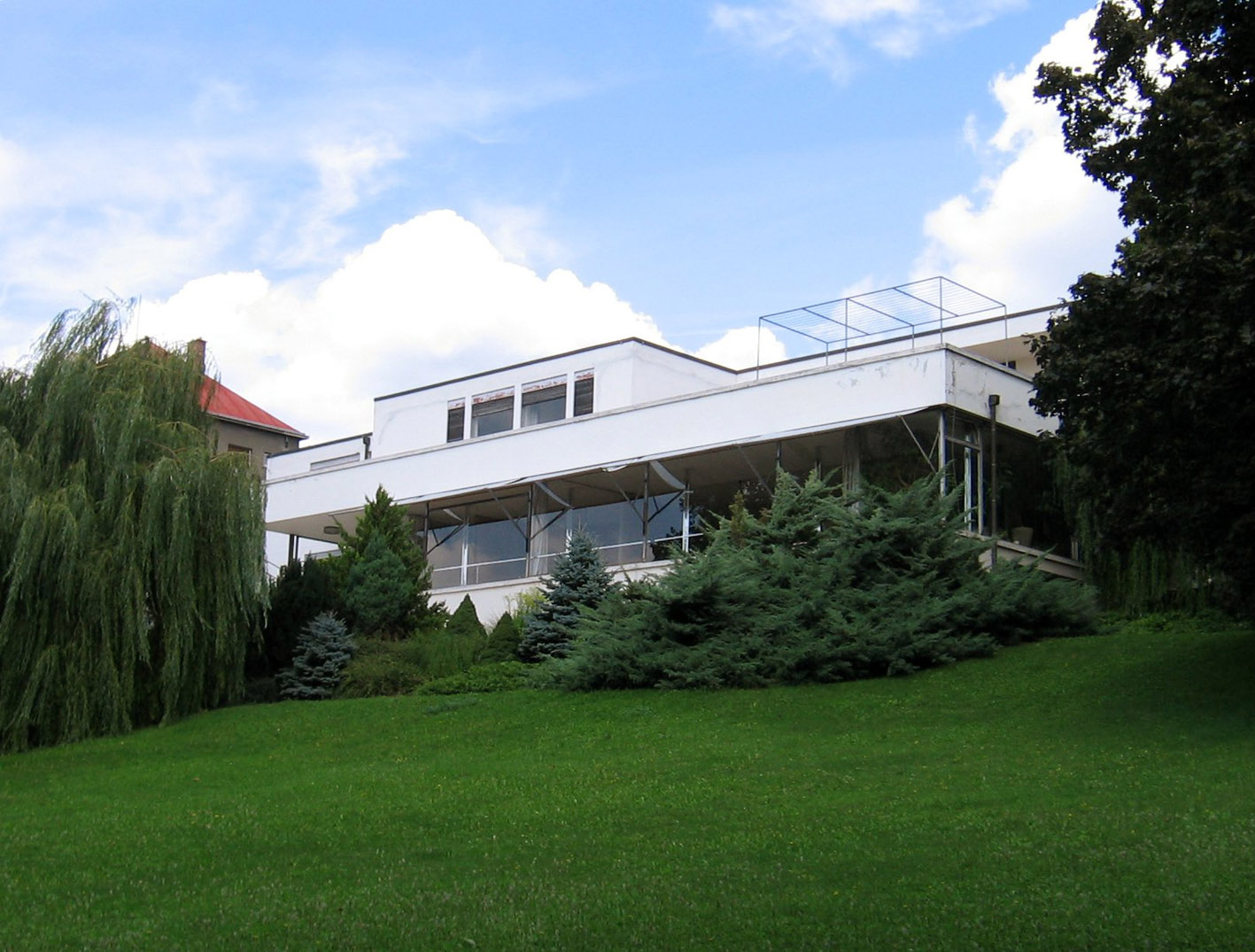
Ludwig Mies van der Rohe: Funkcionalistická vila Tugendhat v Brně

## Antika
Villa rustica bylo ve starověkém Římě pohodlné až přepychové venkovské obydlí majitele statku, uprostřed hospodářských stavení, polí a zahrad. Nejstarší takové stavby byly nalezeny ve starověkém Egyptě, jejich typologie však není dostatečně prozkoumána. Velkého rozmachu doznaly vily ve starověkém Římě, kde venkovské nebo předměstské vily (villa suburbana) patřily k odznakům bohatství majetných vrstev. Dobře zachované zbytky vily z této doby se nacházejí ve vykopávkách v Pompejích a Herculaneu, dalším význačným příkladem je císařská Hadrianova vila poblíž Tivoli. Z Apeninského poloostrova se vily s římskou kolonizací rozšířily do Středomoří i dále do Francie, Španělska, Porýní až na Britské ostrovy a k Černému moři.
Městské vily se ve starověkém Římě označovaly jako domus.

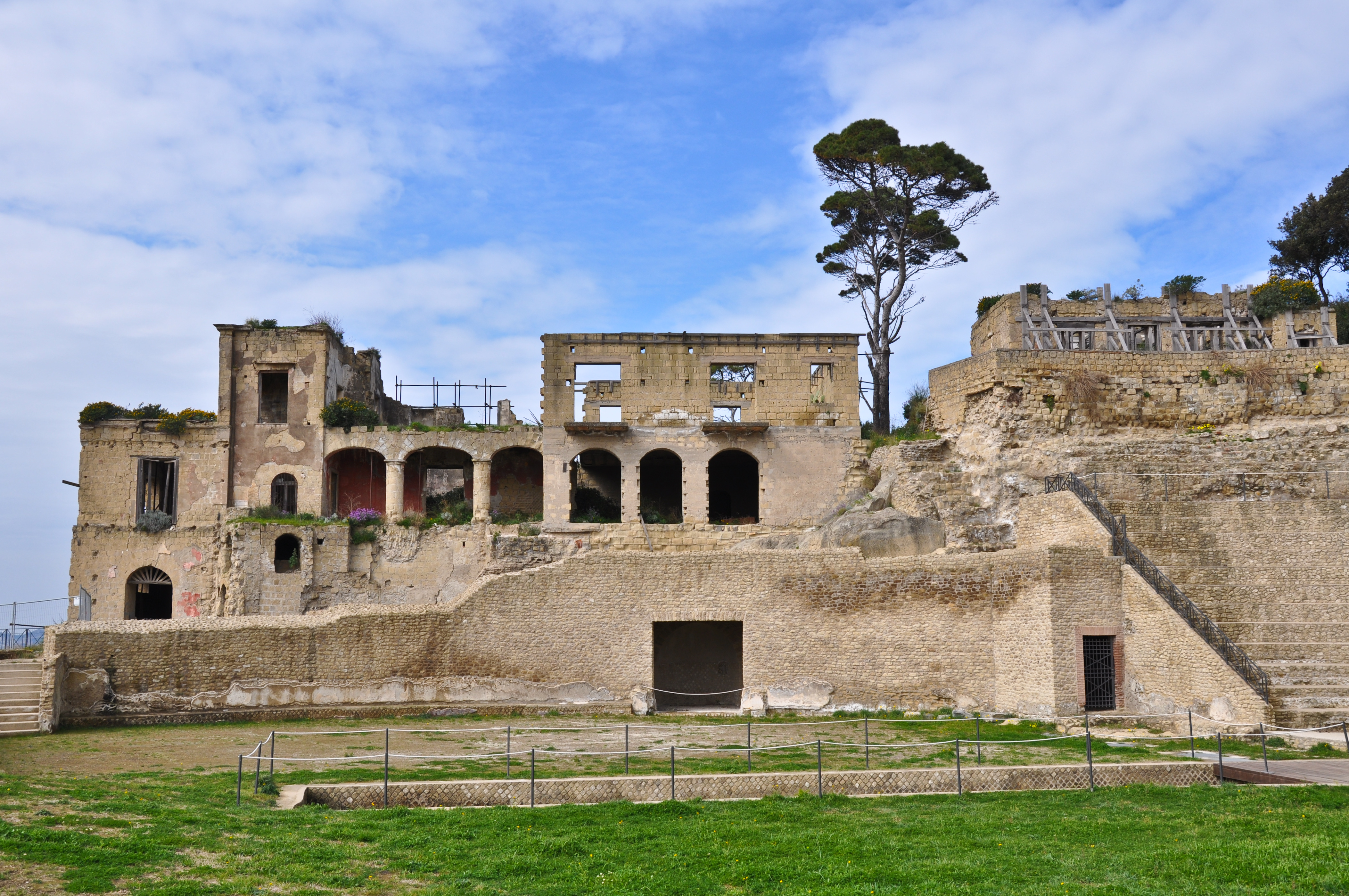
Zřícenina římské vily v Neapoli
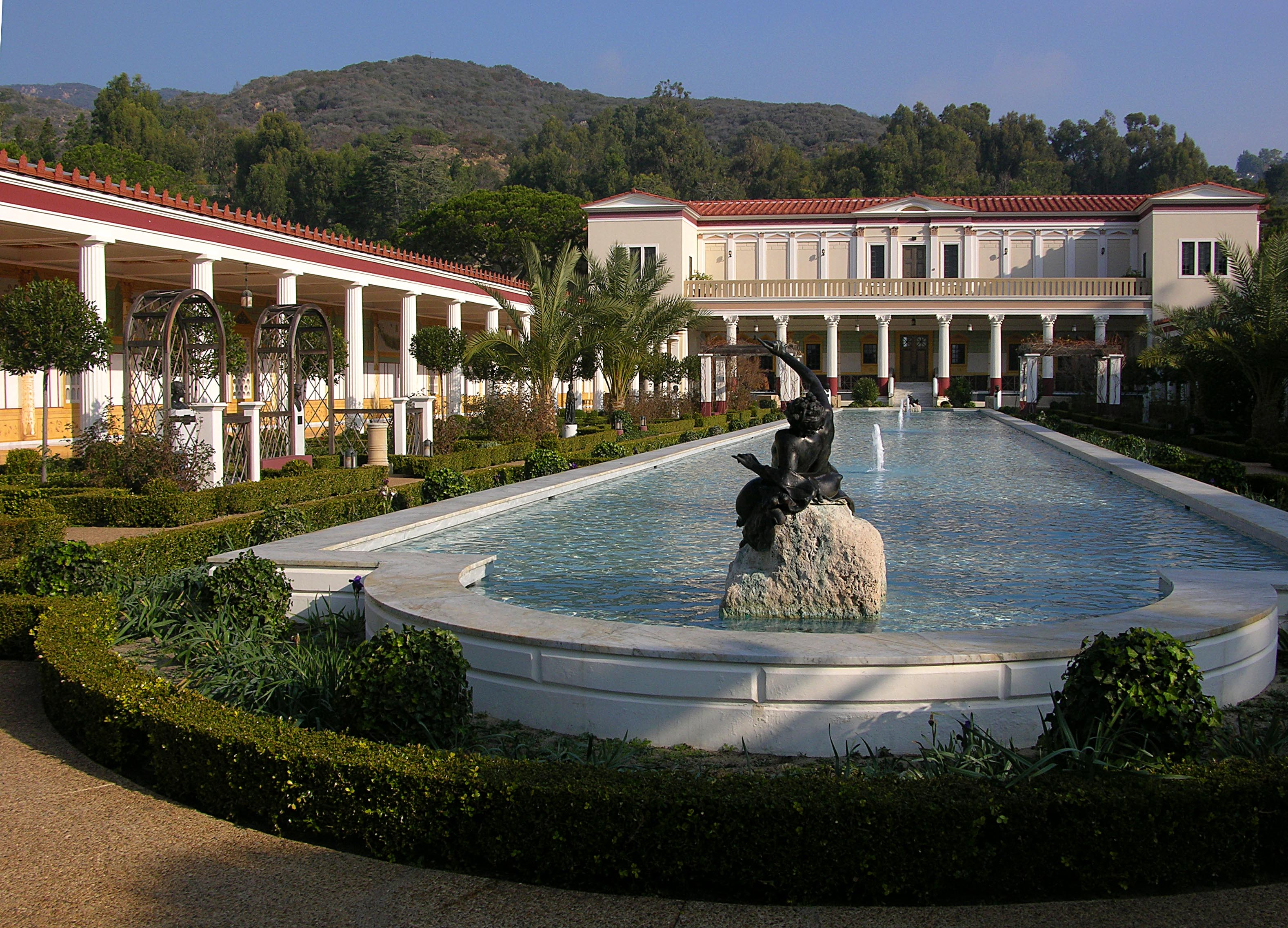
Rekonstrukce římské vily v Kalifornii
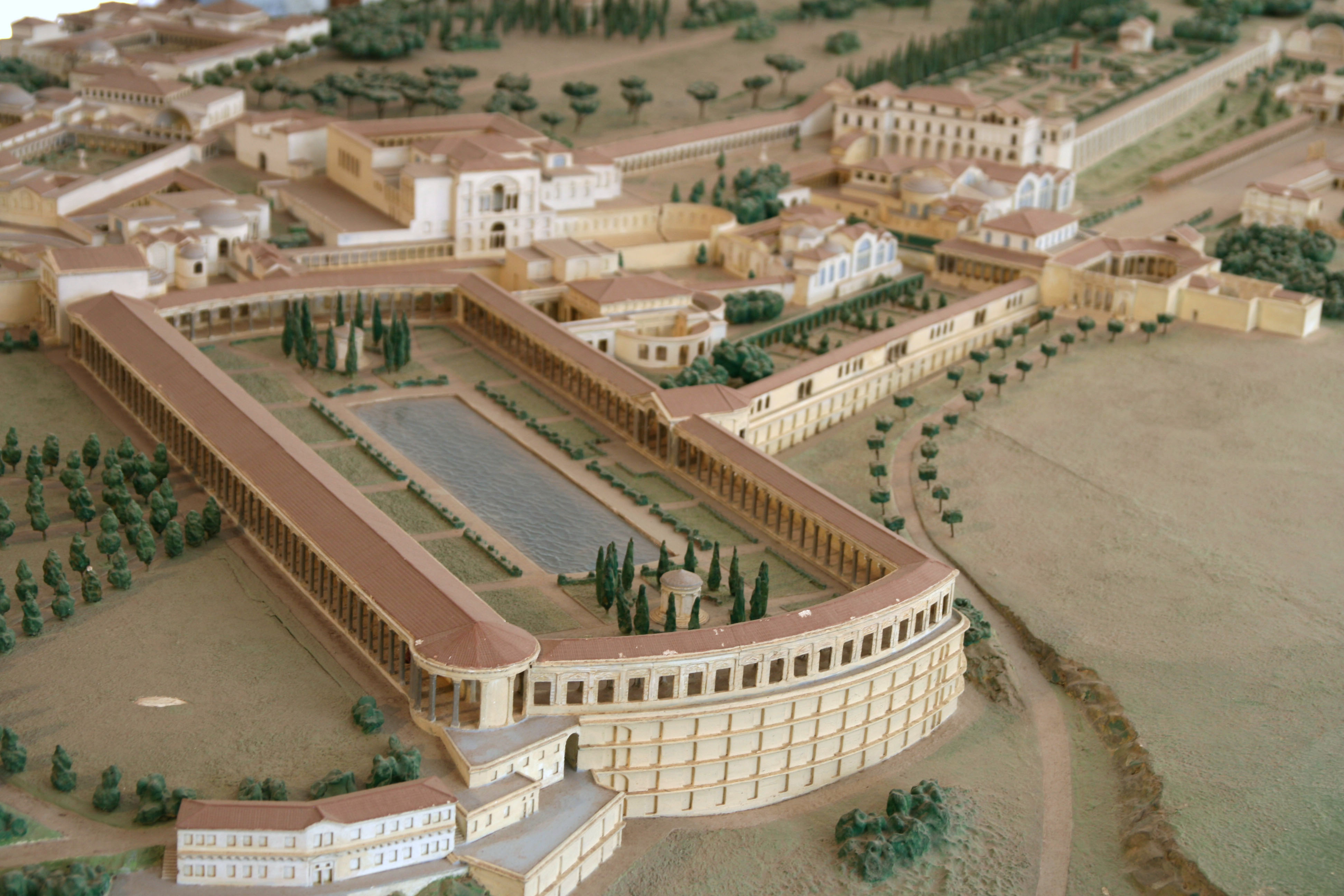
Model Hadriánovy vily
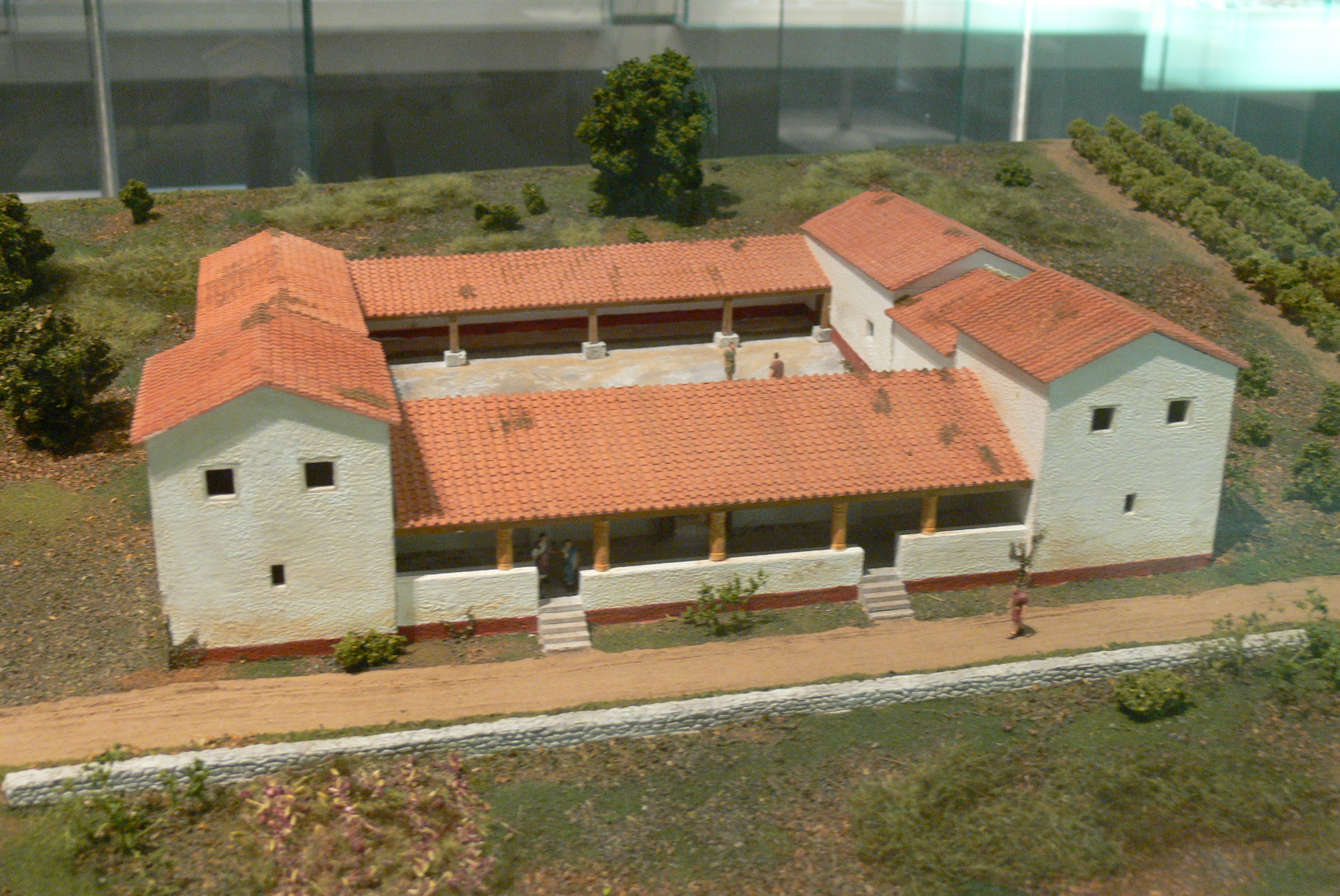
Model římské vily s portikem (Porýní)

## Renesance
Druhou velkou vlnu výstavby vil přinesla italská renesance. Lehké stavby s pravidelným půdorysem stojí uprostřed zahrady a obydlí je s ní těsně propojeno schodišti, portikem nebo salou terrenou. Nejproslulejším stavitelem vil byl Andrea Palladio, jehož La Rotonda u Vicenzy byla na dlouhou dobu vzorem stavitelům v celé Evropě.

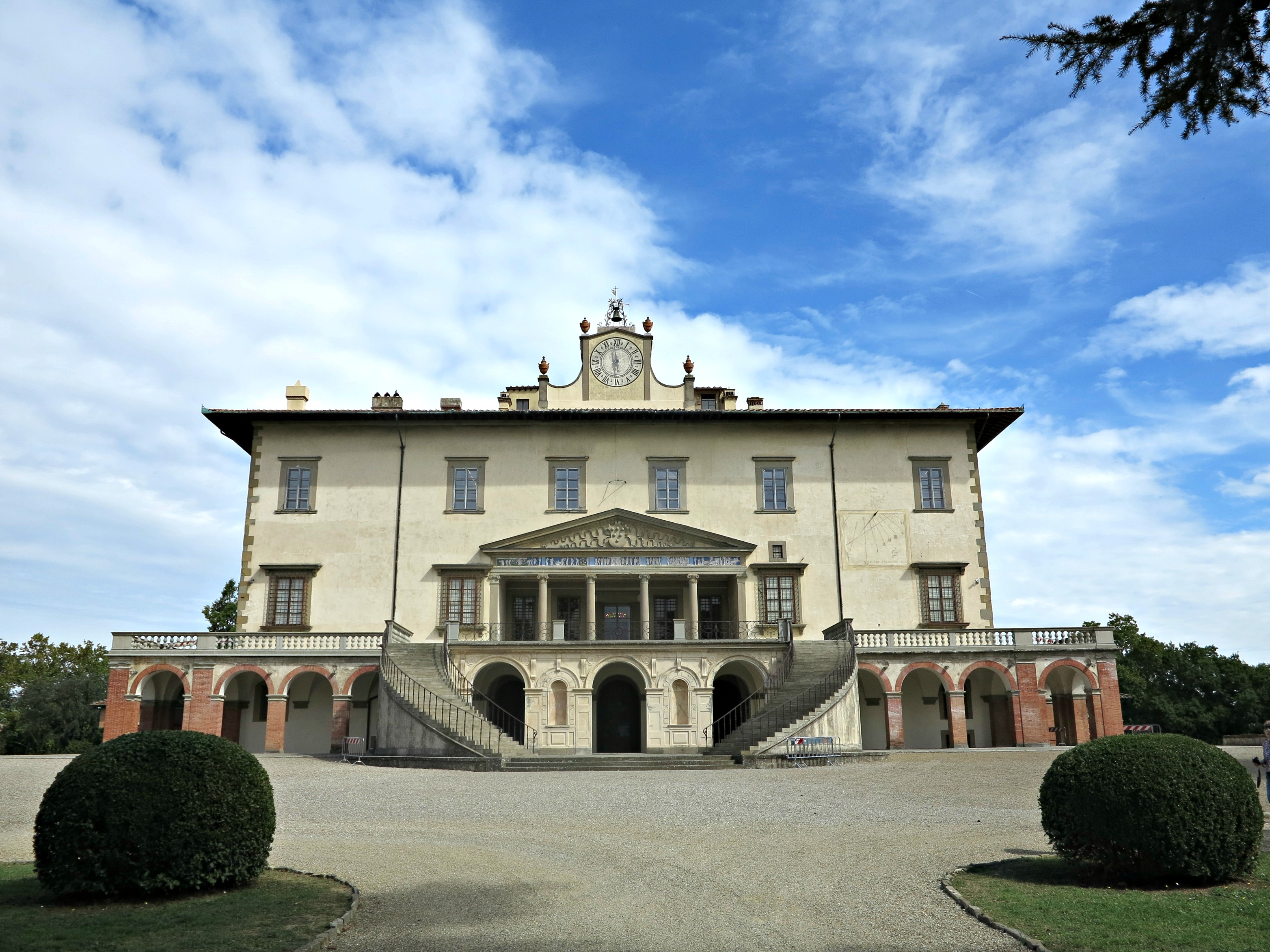
Villa Medici (G. da Sangallo, 1470)
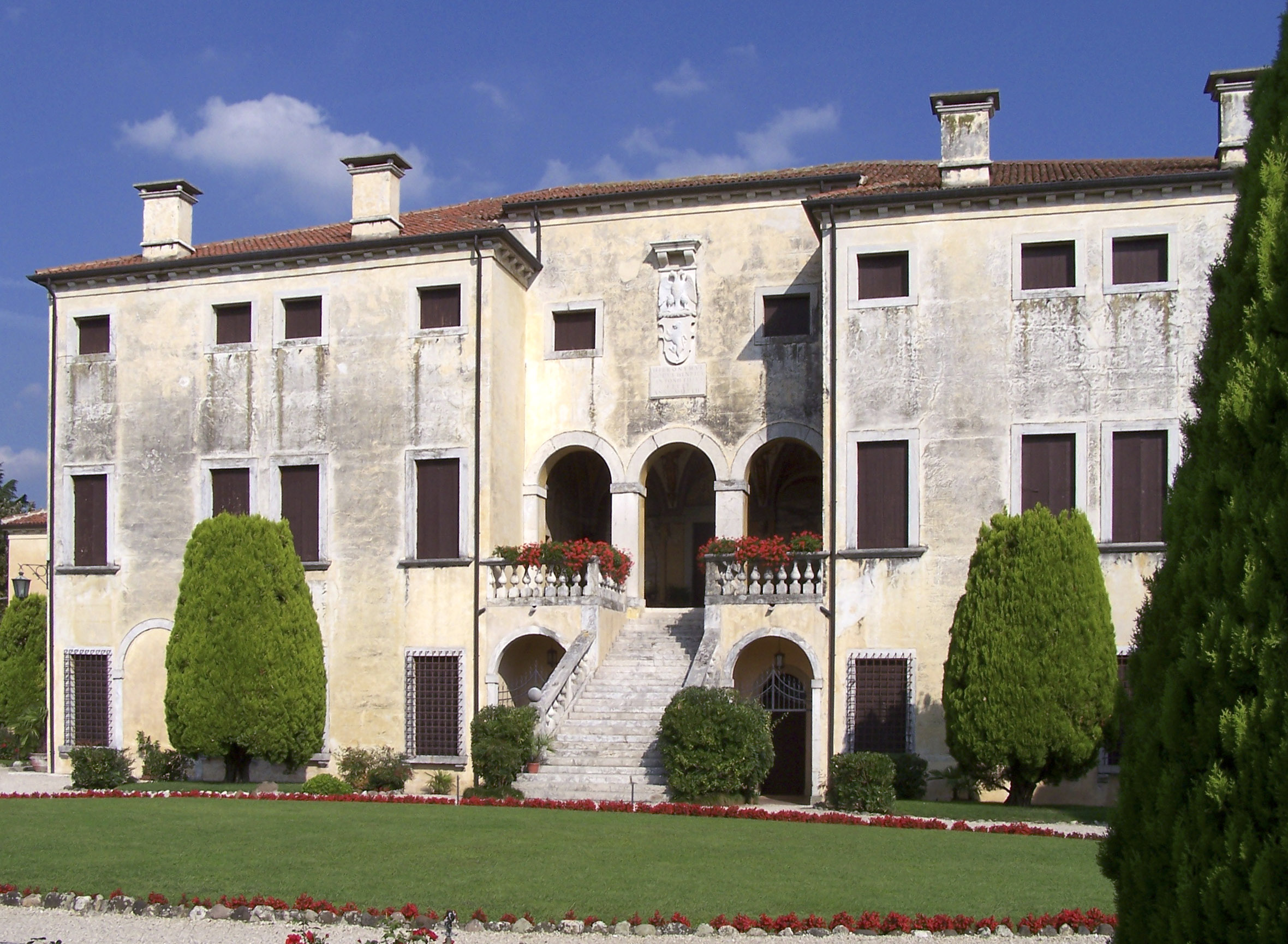
Villa Godi (Palladio, 1542)
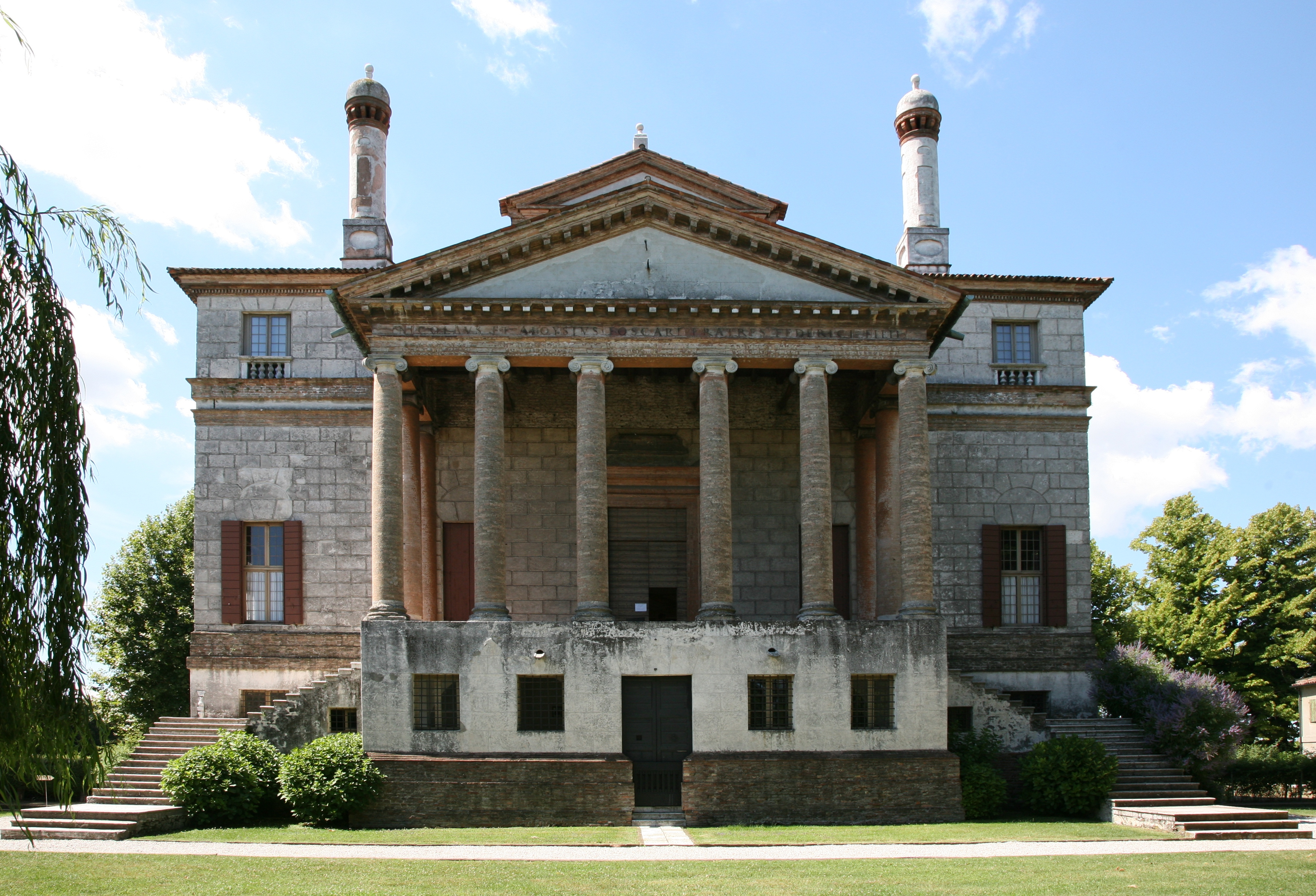
Villa Foscari (Palladio, 1555)
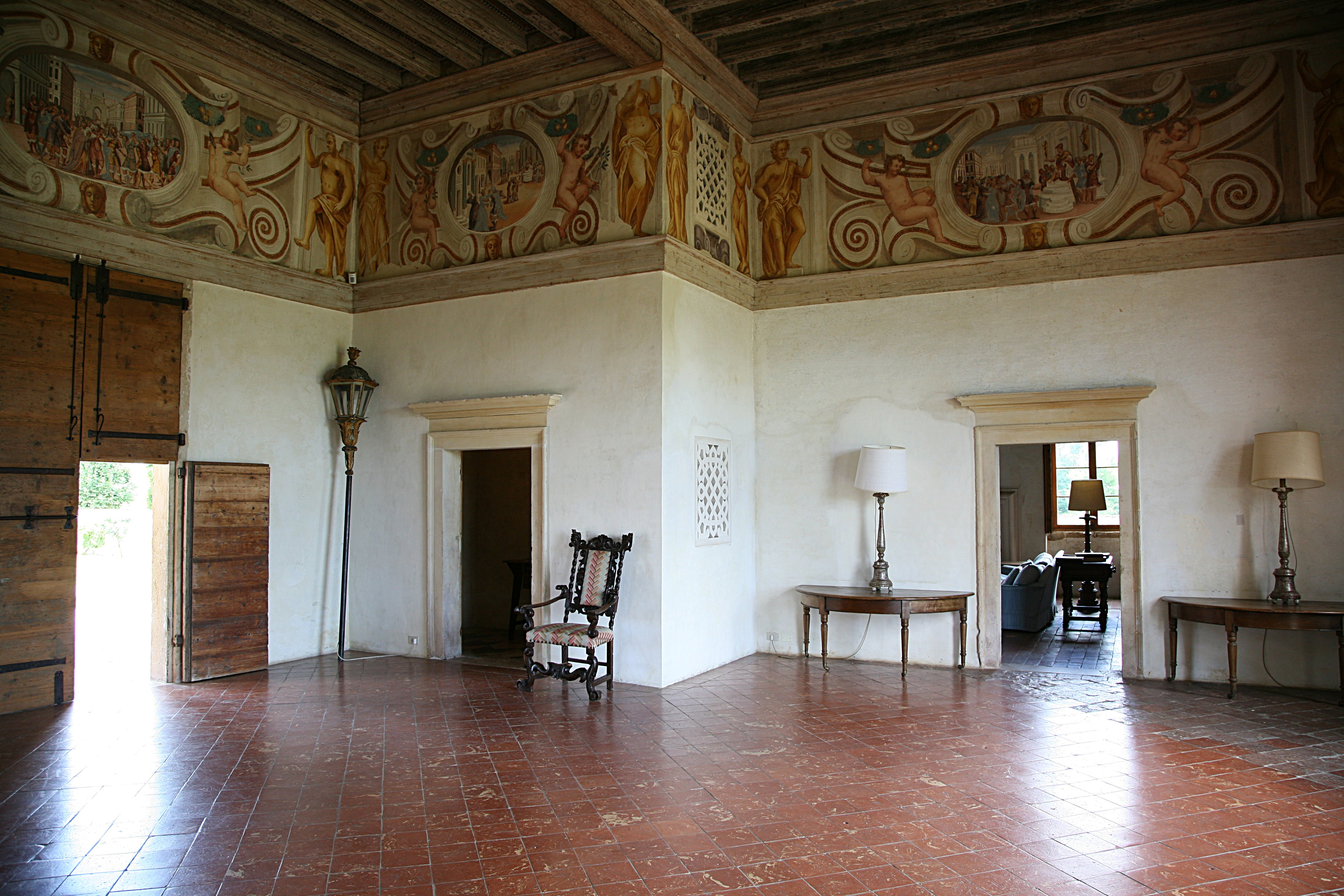
Villa Saraceno (Palladio, 1548)

## Vily 19. století
Od 19. století si i bohatí měšťané opět začali pořizovat předměstská a venkovská sídla uprostřed zeleně, často ve slohu římských a renesančních vil. Tak vznikla čtvrť bohatých vil například v pražské Troji a Bubenči, známá je Vila Lanna nebo Gröbeho vila na Vinohradech.

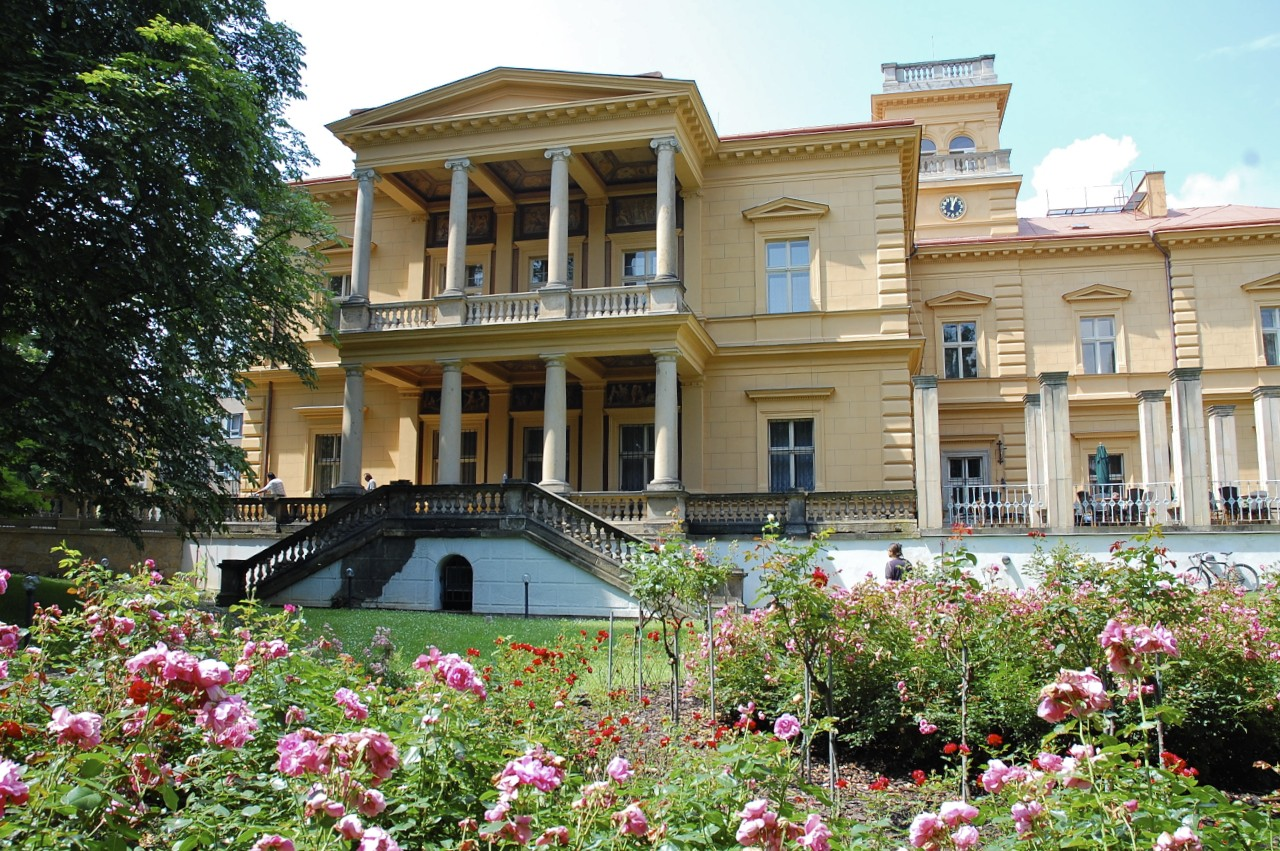
Vila Lanna v Bubenči (1870)
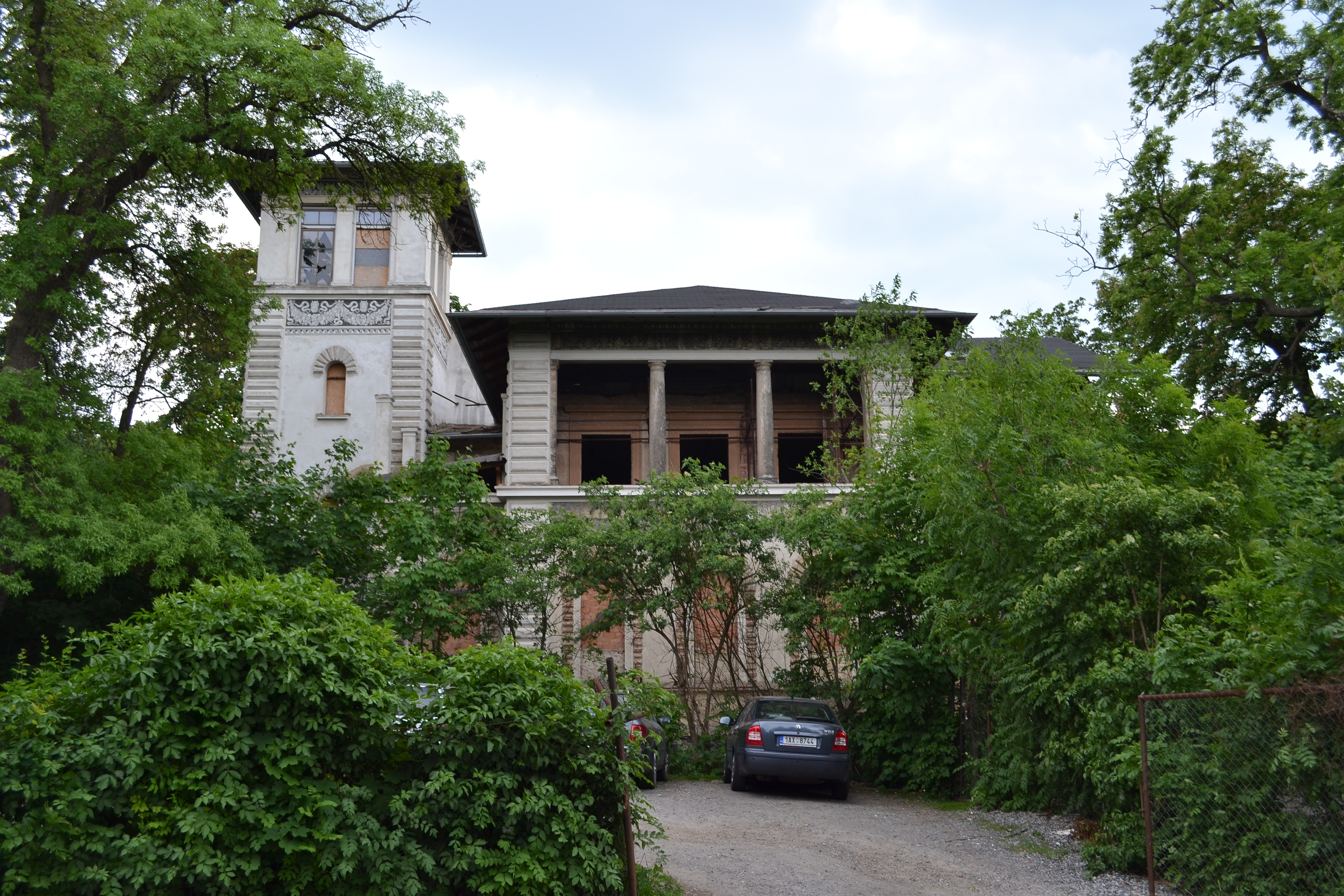
Schubertova vila v Liboci
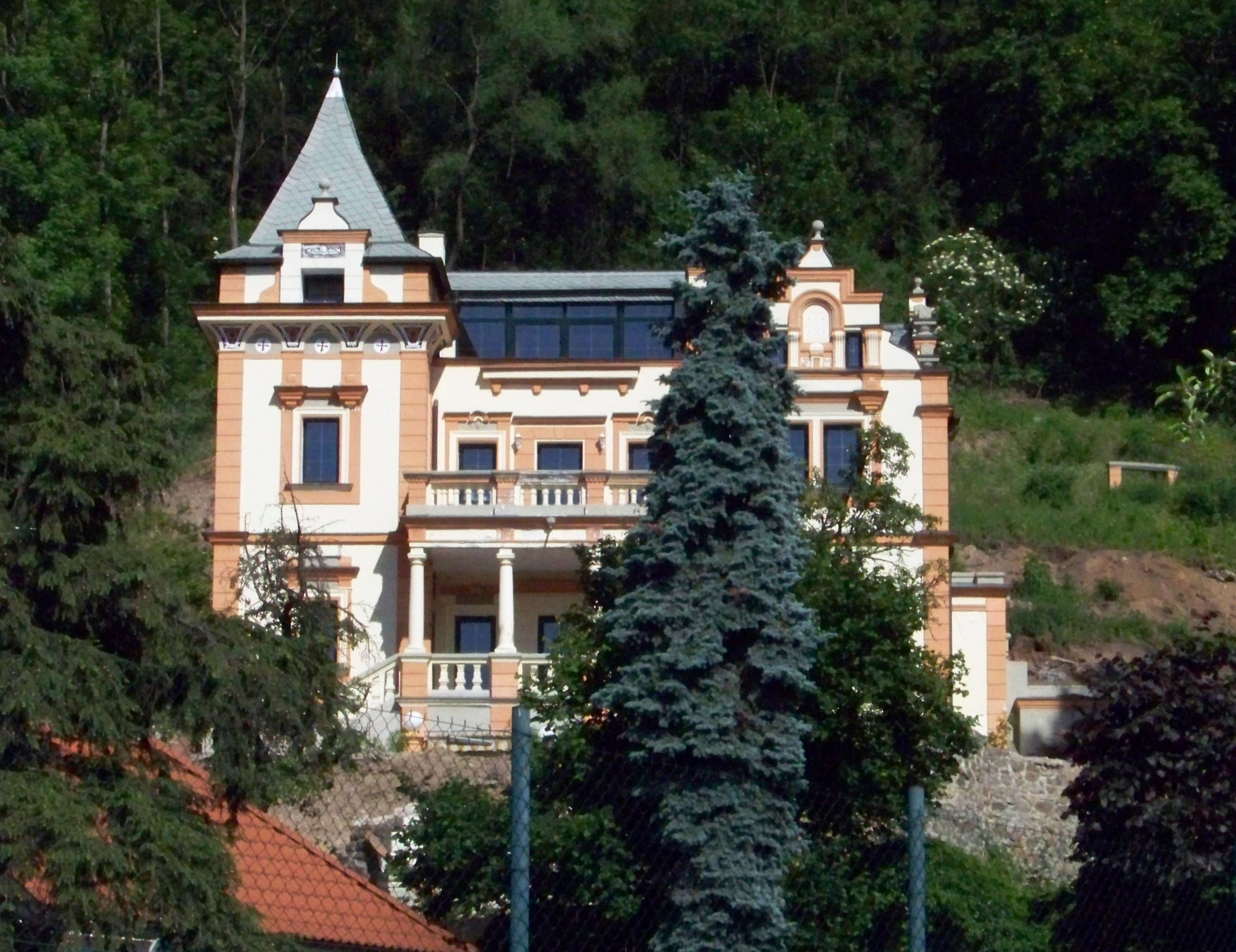
Štěrbův letohrádek v Troji
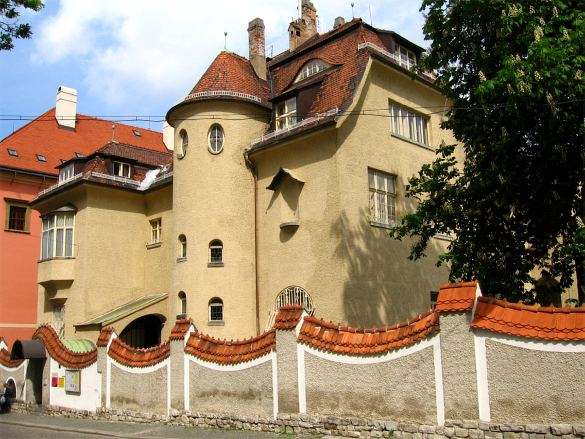
Vila Primavesi v Olomouci (1906)
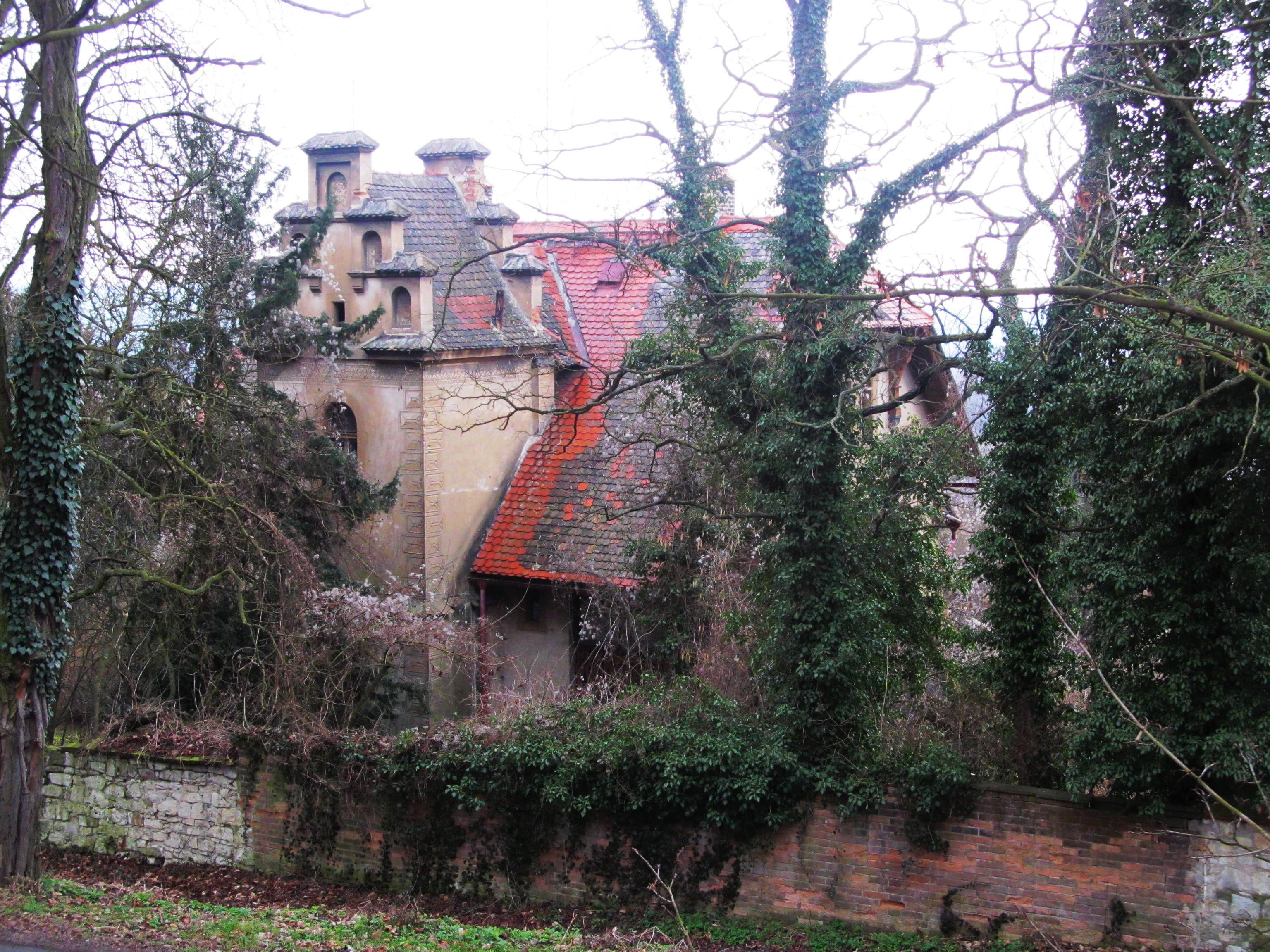
Vila architekta Antonína Wiehla ve Smolnici
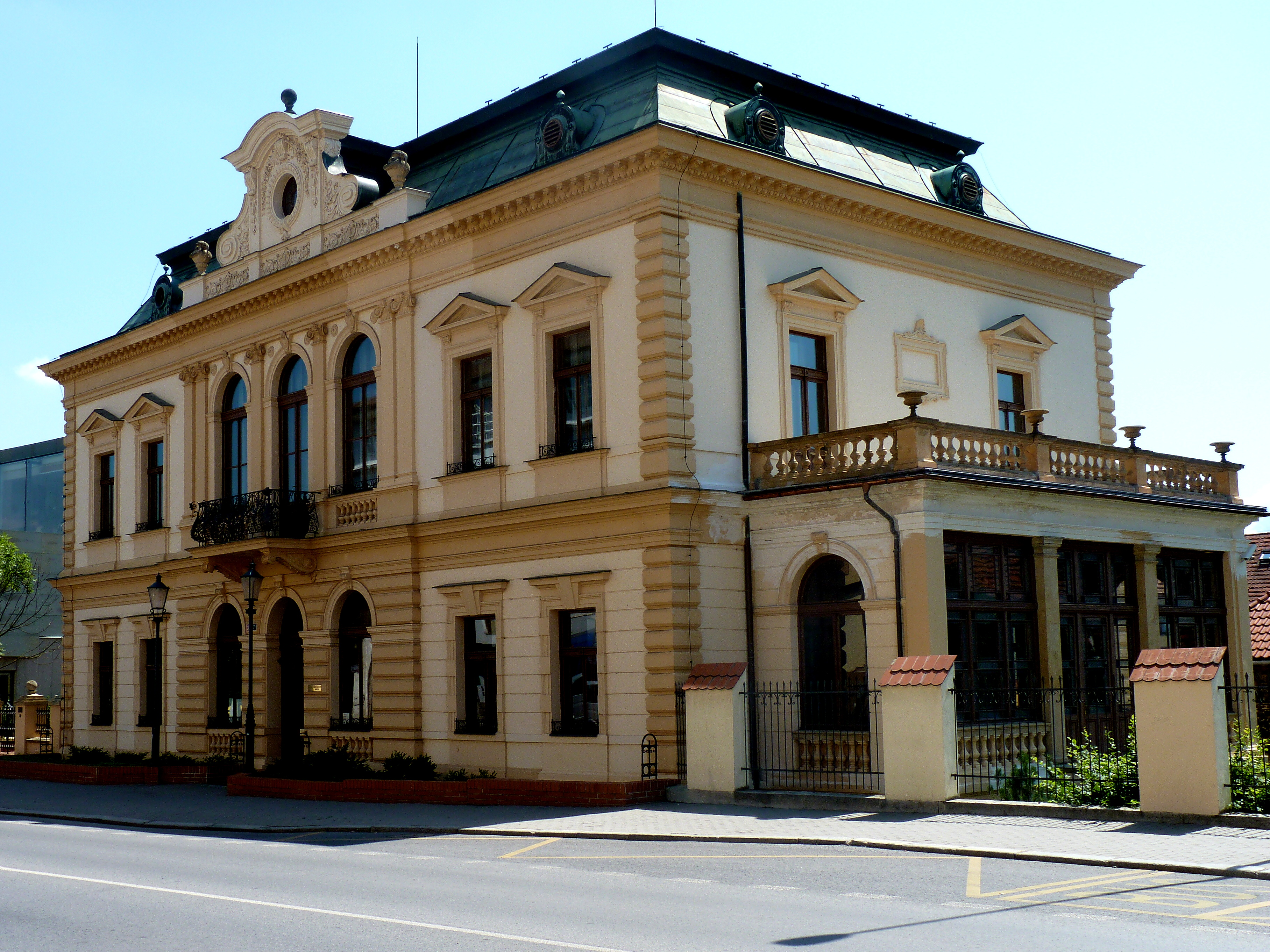
Duslova vila v Berouně

## Vily 20. století v českých zemích
Velká vlna výstavby vil nastala v Československu v meziválečných letech; v příznivém ekonomickém období tak vznikla řada vilových čtvrtí (např. Střešovice, sídliště Na Babě nebo Barrandov v Praze, Masarykova čtvrť v Brně). Na zakázku majetných zadavatelů přitom vznikly stavby významných architektů (například Vila Tugendhat v Brně nebo Bílkova a Müllerova vila v Praze).

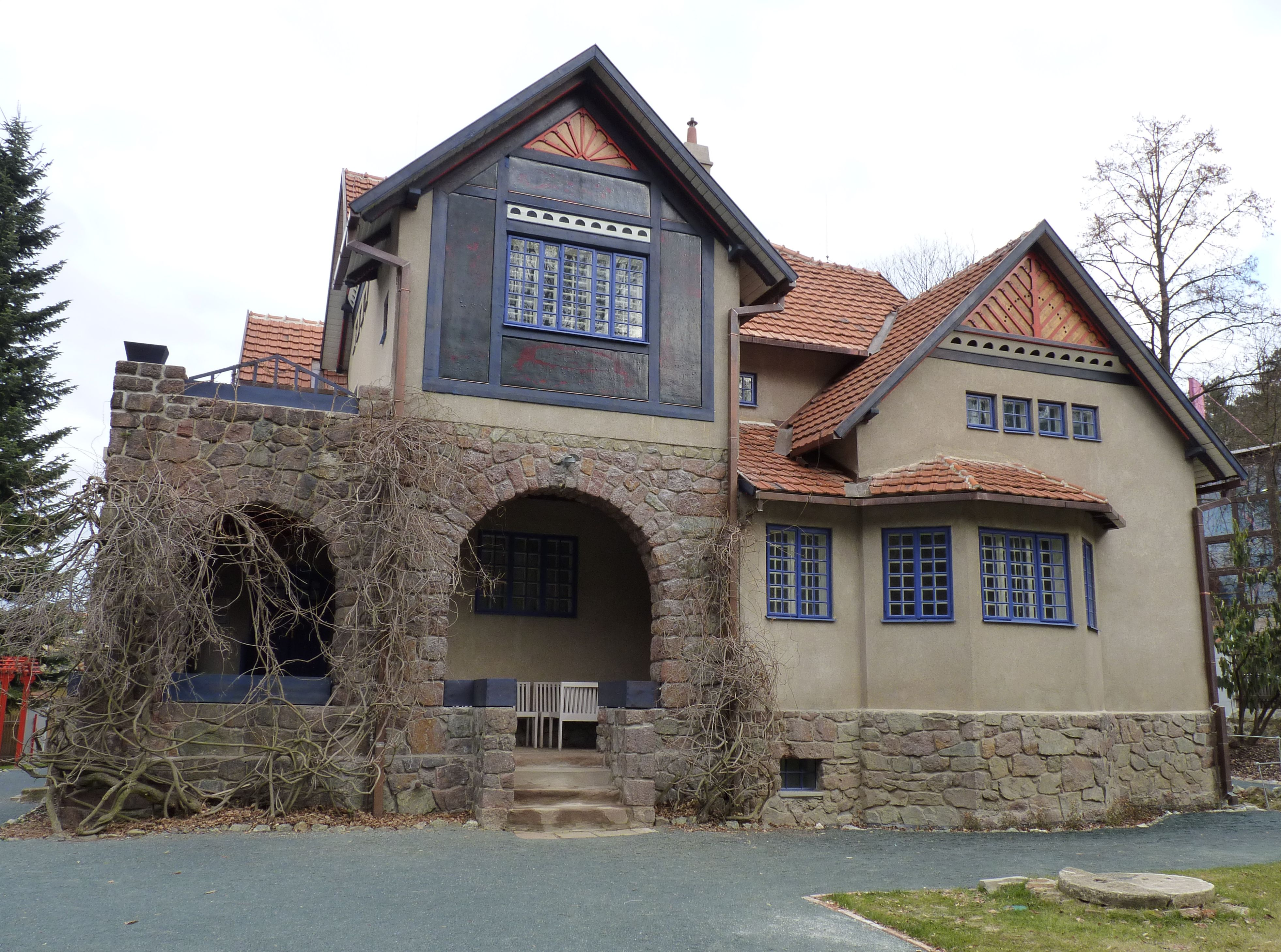
Jurkovičova vila v Brně (1906)
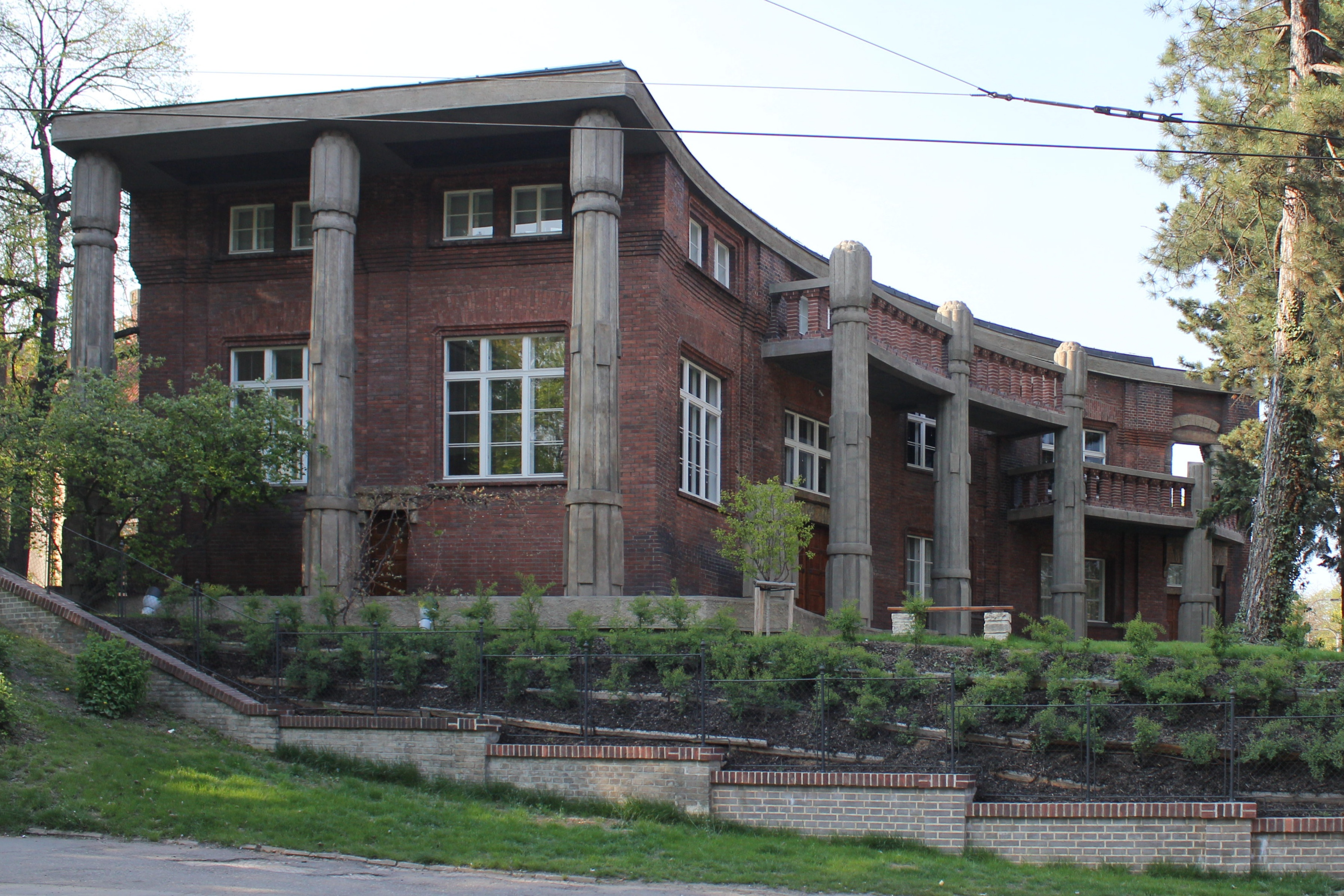
Bílkova vila v Praze (1911)
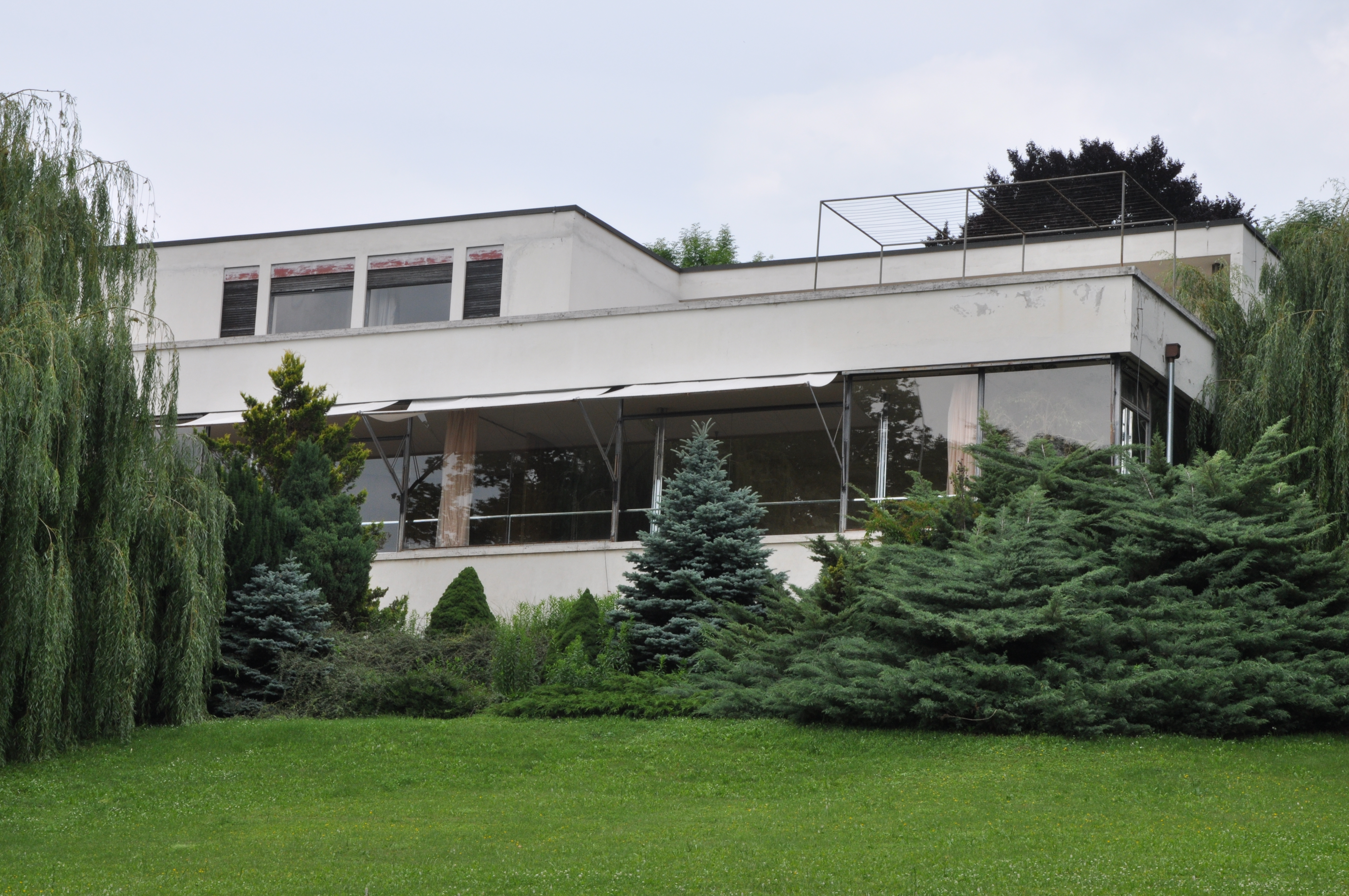
Tugendhatova vila v Brně
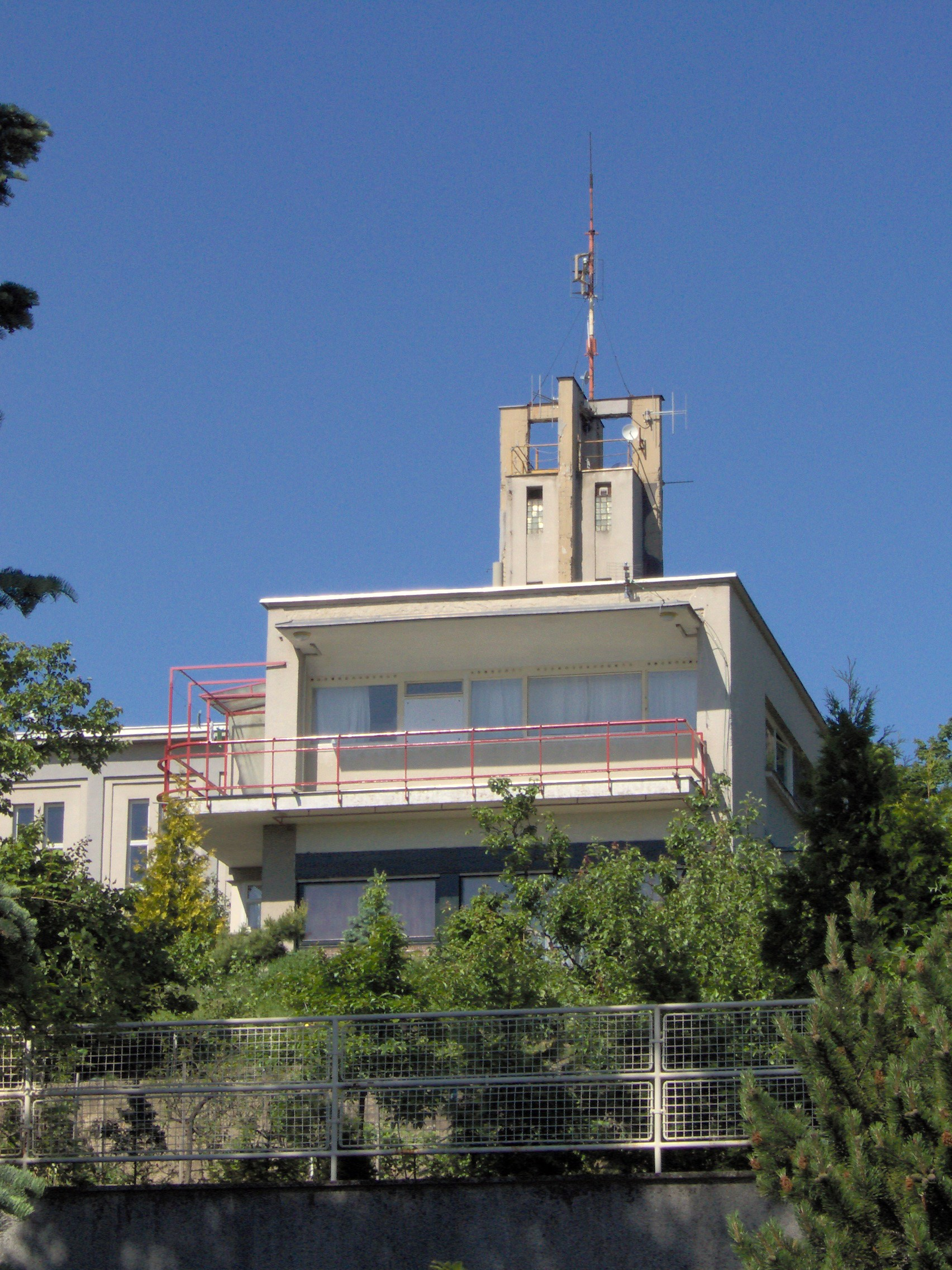
Patočkova vila v Brně
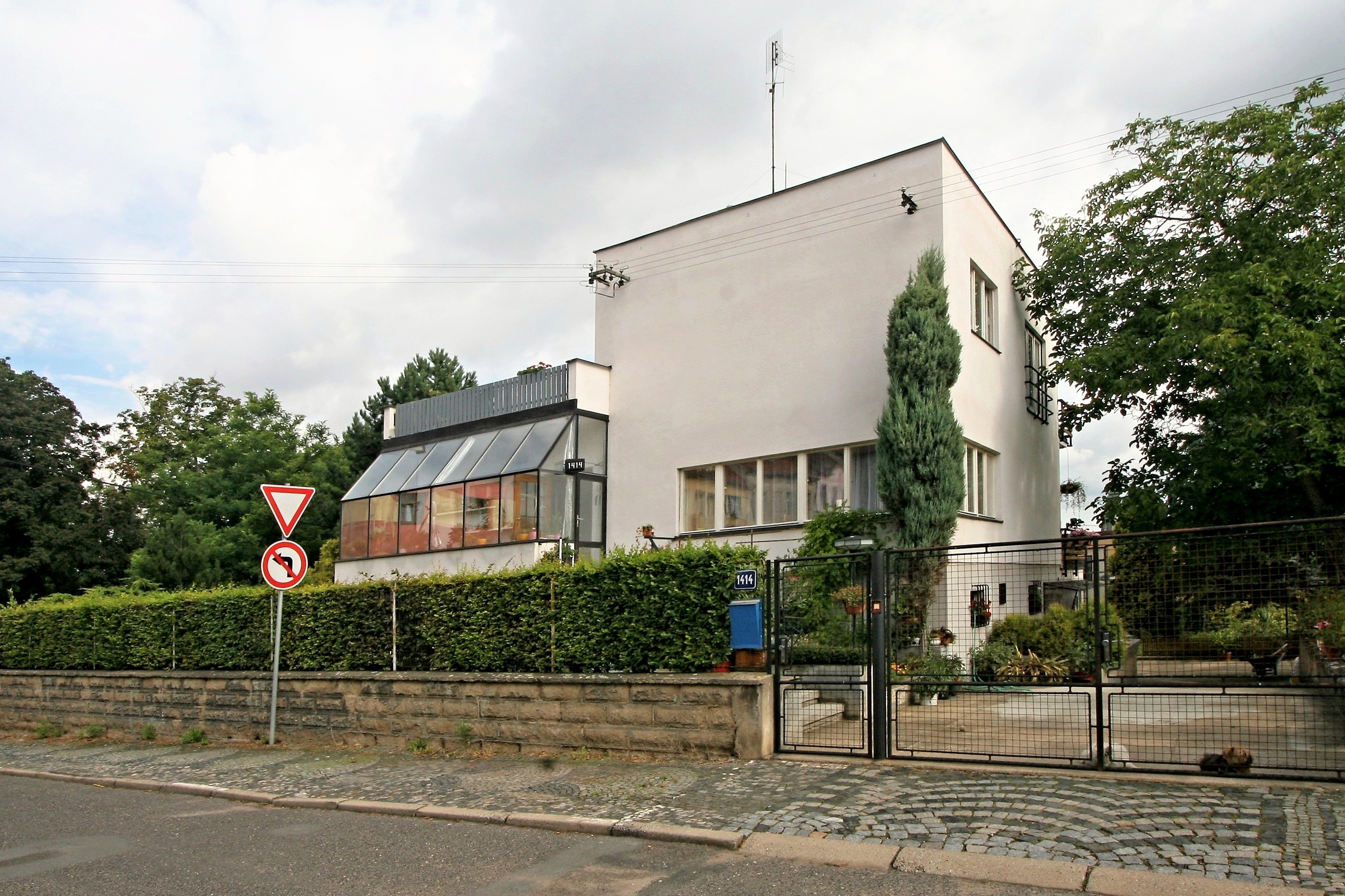
Funkcionalistická vila v Roudnici n. L. (1934)